# 分式方程
分式方程是指一種有理方程，等号两边至少有一个分母含有未知数，例如以下的方程即為分式方程：
{\displaystyle {\frac {x+1}{x+3}}-{\frac {1}{x+2}}={\frac {1}{x+1}}}
分式方程在求解時，需要將方程化簡為分母沒有未知數的方程，常見的作法是將左右二式通分後，乘以等式二邊分母的公倍式，即可化簡方程。
不過化簡時容易出現增根的情形，即化簡後的方程有一些解不是原方程的解，需再確認所求得的解是否會讓原方程的任一個分母為零，若是讓分母為零，該解即為增根。

## 另見
- 部分分式分解